# Ulrichshaus Magdeburg
Das Ulrichshaus Magdeburg ist ein Einkaufszentrum, Fachärztezentrum und Bürogebäude in der Magdeburger Altstadt.

## Lage
Das Ulrichshaus befindet sich in der Altstadt von Magdeburg direkt an der Ecke der Einkaufsstraße Breiter Weg und Ernst-Reuter-Allee gegenüber vom Einkaufszentrum Allee-Center.
In der Nähe des Ulrichshauses liegen außerdem die Elbe, der Hauptbahnhof Magdeburg und das City-Carre. Zu erreichen ist es im ÖPNV durch die Straßenbahnlinien 1, 2, 4, 5, 6, 8, 9 und 10 an den Haltestellen „Alter Markt“, „Goldschmiedebrücke“ und „Allee-Center“ und die S-Bahn-Linie 1 am Hauptbahnhof. Für den Individualverkehr steht ein unterirdisches Parkhaus mit 360 Parkplätzen zur Verfügung.

## Gebäude
Das fünfstöckige Bauwerk wurde 1997 auf dem Ulrichplatz errichtet. Westlich des Hauses befand sich die 1956 gesprengte Ulrichskirche. Der Ulrichplatz mit seinem Springbrunnen und den Skulpturen ist als Park ein beliebter Treffpunkt in der Magdeburger Innenstadt.
Im Haus stehen von etwa 20.000 m² Gesamtfläche etwa 16.800 m² Büro-, Praxis- und Ladenfläche zur Verfügung.
Gebäude der historischen Vorgängerbebauung waren die Häuser Ulrichsbogen, Zum warmen Loch und Breiter Weg 166. Der nördliche Teil des Ulrichshauses überbaute die historische Neue Ulrichstraße, der südlichere Teil den östlichen Abschnitt der Alten Ulrichstraße.